# 5 august
ianuarie • februarie • martie  • aprilie  • mai  • iunie  • iulie  • august  • septembrie  • octombrie  • noiembrie  • decembrie
5 august este a 217-a zi a calendarului gregorian și a 218-a zi în anii bisecți. Mai sunt 148 de zile până la sfârșitul anului.

## Evenimente

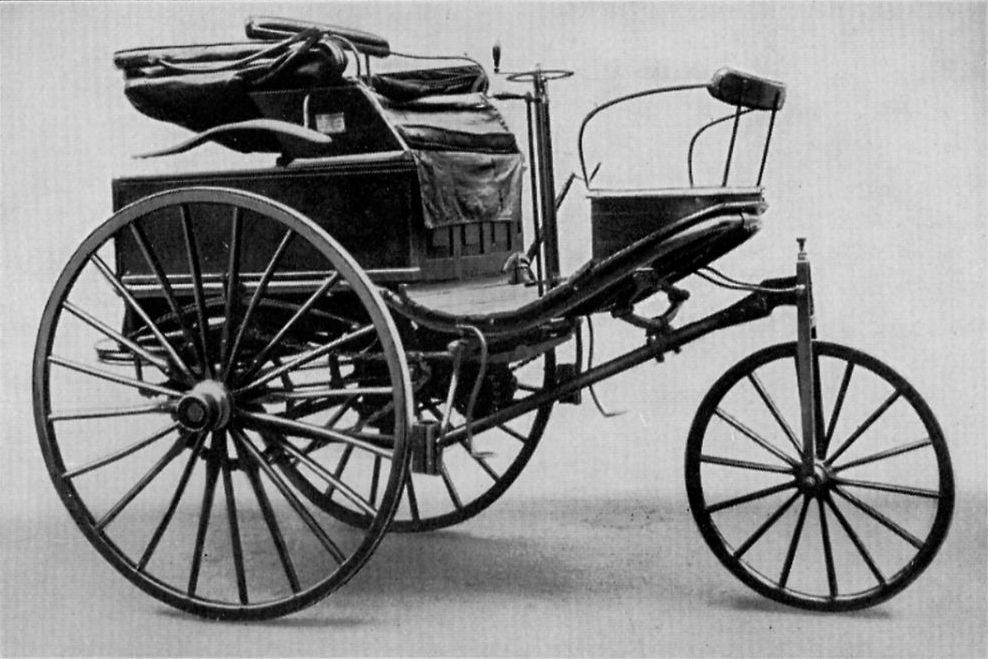
1888: Fără știința soțului ei Carl, Bertha Benz și cei doi fii ai săi, Richard și Eugen, se urcă la bordul automobilului deja patentat și călătoresc 106 kilometri de la Mannheim la Pforzheim. Această primă călătorie de mare succes are o contribuție semnificativă la eliminarea rezervelor potențialilor clienți și, prin urmare, permite companiei să obțină succesul economic.

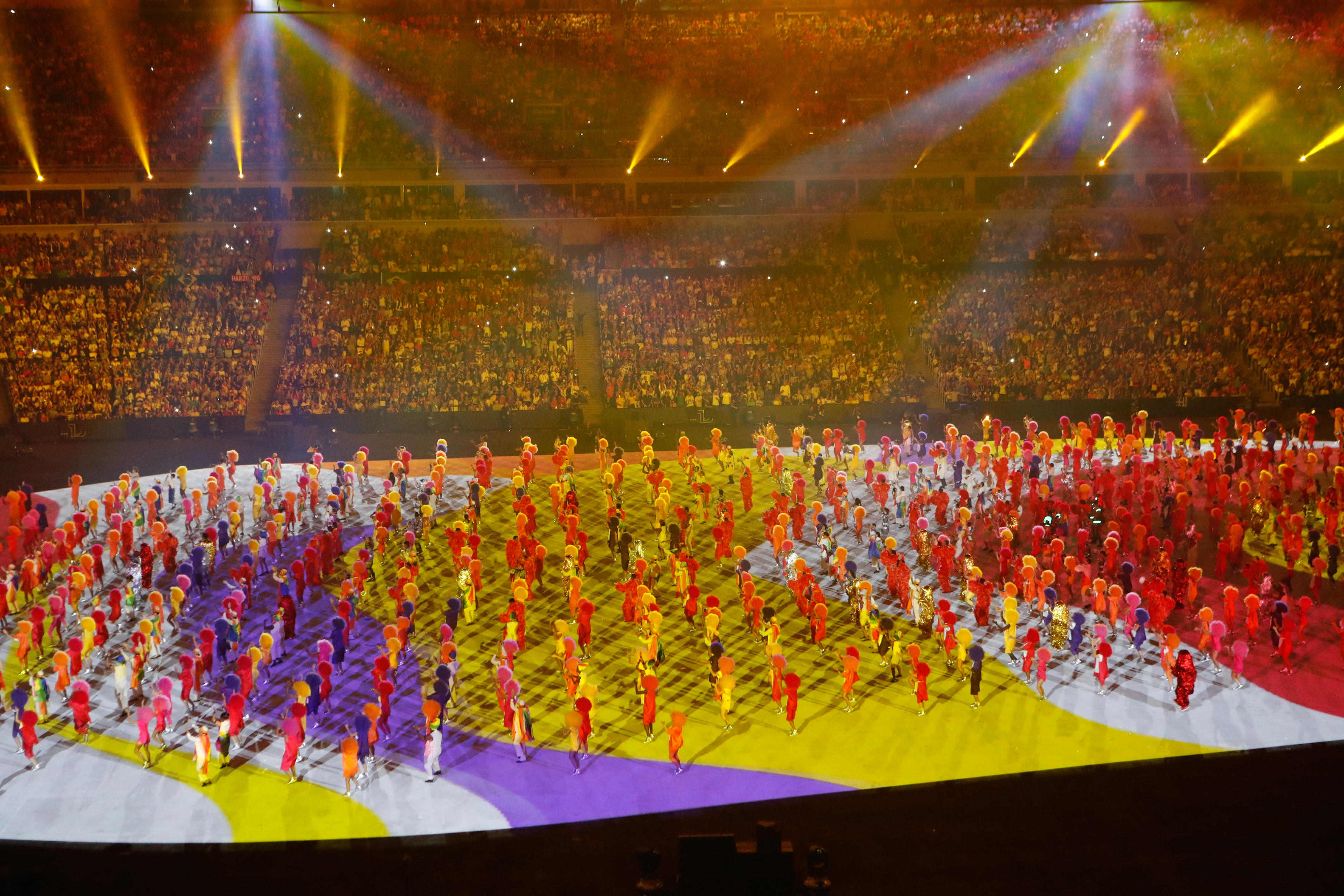
2016: A început cea de-a 31-a ediție a Jocurilor Olimpice de vară care se desfășoară la Rio de Janeiro, Brazilia. România participă cu 96 sportivi și câștigă un total de 4 medalii: 1 aur, 1 argint și 2 bronz, fiind pe poziția 47 în clasamentul pe medalii.

- 1100: Henric I este încoronat rege al Angliei la Westminster Abbey.[1]
- 1192: Victoria cruciaților la Jaffa (Cruciada III), împotriva musulmanilor lui Saladin.
- 1424: Prima mențiune a vămii Calafat.
- 1583: Exploratorul Humphrey Gilbert a înființat prima colonie engleză în America de Nord, orașul St. John's, astăzi în provincia Newfoundland și Labrador din Canada.
- 1716: Războiul austro-turc (1716–1718): O cincime din armata turcă și Marele Vizir sunt uciși în Bătălia de la Petrovaradin.
- 1772: Austria, Prusia și Rusia au semnat tratatul prin care au început Prima Împărțire a Poloniei.
- 1796: Bătălia de la Castiglione - Napoleon I a înfrânt armata austriacă a generalului D. Wurmser.
- 1860: Carol al XV-lea al Suediei-Norvegiei este încoronat rege al Norvegiei la Trondheim.
- 1858: Omul de afaceri american Cyrus West Field și colegii săi au terminat instalarea primului cablu telegrafic transatlantic.
- 1882: Cetshwayo kaMpande, ultimul rege suveran al Zulu sosește la Londra pentru o audiență cu regina Victoria.
- 1888: Fără știința soțului ei Carl, Bertha Benz și cei doi fii ai săi, Richard și Eugen, se urcă la bordul automobilului deja patentat și călătoresc 106 kilometri de la Mannheim la Pforzheim. Această primă călătorie de mare succes are o contribuție semnificativă la eliminarea rezervelor potențialilor clienți și, prin urmare, permite companiei să obțină succesul economic.
- 1914: Primul Război Mondial: Austro-Ungaria declară război Rusiei; Muntenegru declară război Austro-Ungariei.
- 1915: Primul Război Mondial: Trupele germane ocupă Varșovia.
- 1926: Harry Houdini realizează cea mai mare realizare a sa: petrece 91 de minute sub apă, într-un rezervor sigilat, înainte de a evada.
- 1929: Greva minerilor de la Lupeni (5-6 august).
- 1940: Al Doilea Război Mondial: Uniunea Sovietică anexează oficial Letonia.
- 1941: Al Doilea Război Mondial: Bătălia de la Smolensk se încheie cu capturarea a aproximativ 300.000 de prizonieri ai Armatei Roșii de către germani.
- 1944: Al Doilea Război Mondial: Insurgenții polonezi eliberează un lagăr de muncă german din Varșovia, eliberând 348 de prizonieri evrei.
- 1960: Burkina Faso devine independentă față de Franța.
- 1962: Nelson Mandela este întemnițat. El va fi eliberat abia în 1990.
- 1962: Actrița americană Marilyn Monroe este găsită moartă în casa ei. Monroe a murit între 20:30 și 22:30 la 4 august,[2] iar conform  raportului de toxicologie cauza morții a fost otrăvirea acută cu barbiturice.
- 1966: The Beatles lansează albumul Revolver.
- 1973: URSS lansează sonda Marte 6  pentru a explora planeta Marte.[3] Nava spațială va returna date timp de 224 de secunde în timpul coborârii sale prin atmosfera marțiană înainte de a se pierde orice contact cu ea.
- 2015: Prim-ministru malaysian Najib Razak a confirmat că rămășițele avionului descoperite în Oceanul Indian aparțin Boeingului care asigura zborul MH370 al companiei Malaysia Airlines și care a disparut în data de 8 martie 2014.
- 2016: A început cea de-a 31-a ediție a Jocurilor Olimpice de vară care se desfășoară la Rio de Janeiro, Brazilia. România participă cu 96 sportivi și câștigă un total de 4 medalii: 1 aur, 1 argint și 2 bronz, fiind pe poziția 47 în clasamentul pe medalii.

## Nașteri
- 1540: Joseph Justus Scaliger, astronom francez (d. 1609)
- 1623: Antonio Cesti, compozitor italian (d. 1669)
- 1737: Johann Friedrich Struensee, medic german, regent al Danemarcei (d. 1772)
- 1758: Împăratul Go-Momozono al Japoniei (d. 1779)
- 1802: Niels Henrik Abel, matematician norvegian (d. 1828)
- 1811: Ambroise Thomas, compozitor francez (d. 1896)
- 1813: Ivar Aasen, poet norvegian (d. 1896)
- 1822: Francesco Saverio Altamura, pictor italian (d. 1897)
- 1827: Deodoro da Fonseca, primul președinte brazilian (d.1892)

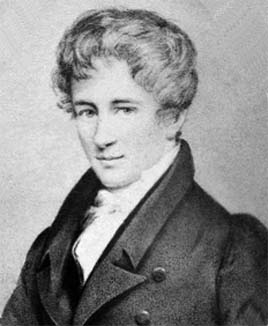
Niels Henrik Abel, matematician norvegian
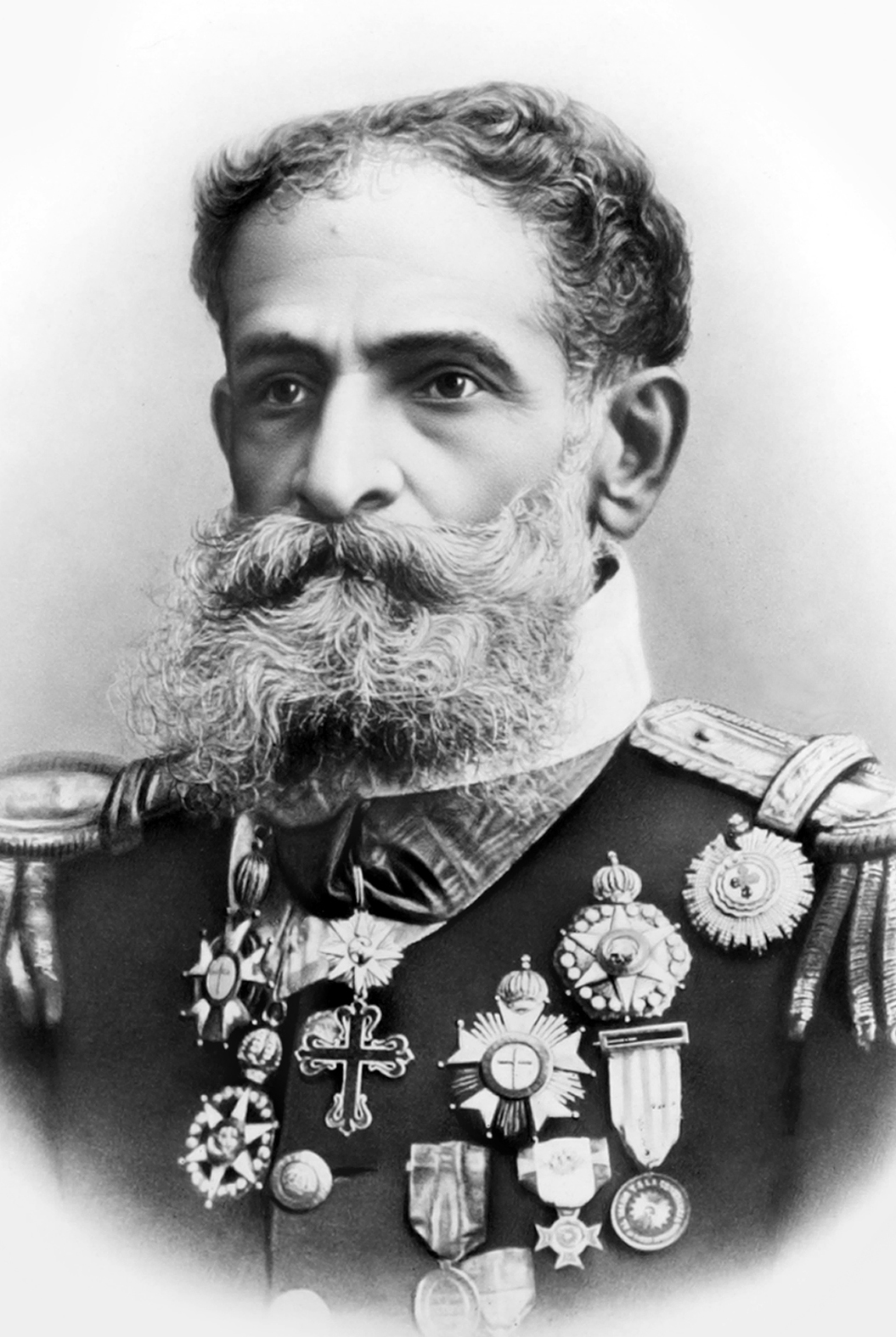
Deodoro da Fonseca, primul președinte al Braziliei
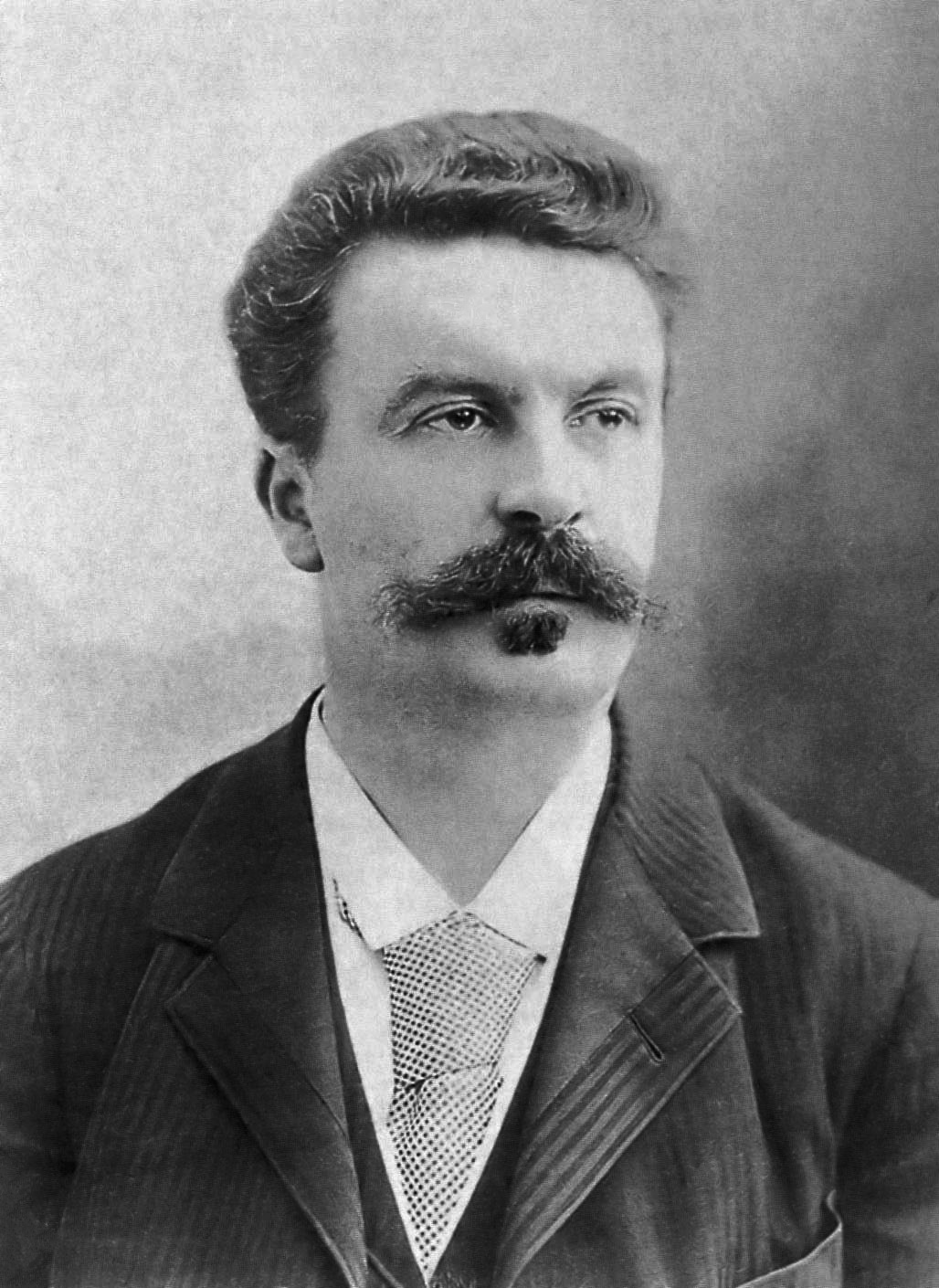
Guy de Maupassant, scriitor francez

- 1828: Louise a Olandei, regină a Suediei și Norvegiei (d. 1871)
- 1833: Carola de Vasa, regină a Saxoniei (d. 1907)
- 1844: Ilia Repin, pictor rus (d. 1930)
- 1850: Guy de Maupassant, scriitor francez (d. 1893)
- 1866: Carl Harries, chimist german (d. 1923)
- 1869: J. C. W. Beckham, politician american (d. 1940)
- 1873: Joseph de La Nézière, pictor francez (d. 1944)
- 1877: Tom Thomson, pictor canadian (d. 1917)
- 1883: Constantin Bedreag, fizician român (d. 1963)
- 1887: Reginald Owen, actor englez (d. 1972)
- 1889: Conrad Aiken, scriitor american (d. 1973)
- 1903: Principele Nicolae al României, al doilea fiu al Regelui Ferdinand I și al Reginei Maria  (d. 1978)
- 1906: John Huston, regizor american (d. 1987)
- 1906: Wassily Leontief, economist rus, laureat al Premiului Nobel (d. 1999)
- 1906: Ettore Majorana, fizician italian (d. 1938)
- 1906: Francis Walder, scriitor belgian, câștigător al Premiului Goncourt în 1958 (d. 1997)
- 1907: Niculae Comănescu, alpinist român (d. 1936)
- 1911: Robert Taylor, actor american (d. 1969)
- 1912: Abbé Pierre, călugăr francez, activist social (d. 2007)
- 1922: Marin Preda, scriitor român, membru al Academiei Române (d. 1980)
- 1925: Andrei Codarcea, actor român (d. 2003)
- 1930: Neil Armstrong, astronaut american, primul om care a pășit pe Lună (Apollo 11, 1969), (d. 2012)
- 1938: Rodica Popescu Bitănescu, actriță română
- 1961: Janet McTeer, actriță britanică
- 1961: Ion Munteanu, scriitor român
- 1963: Mark Strong, actor britanic
- 1966: Dorin Mateuț, fotbalist român

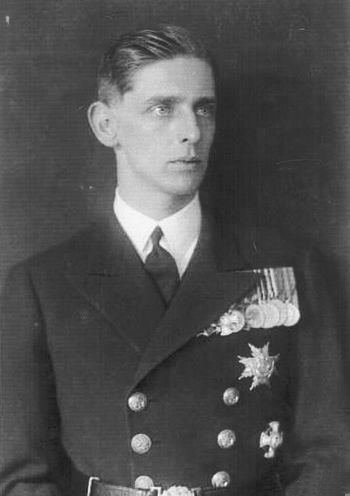
Principele Nicolae al României
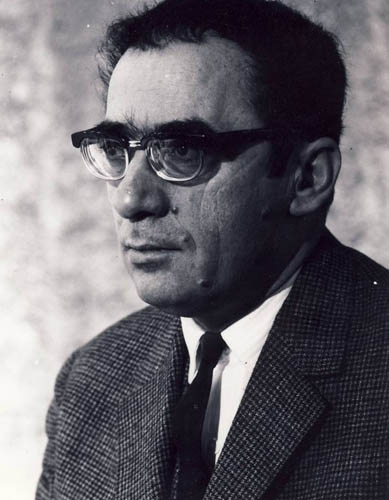
Marin Preda, scriitor român
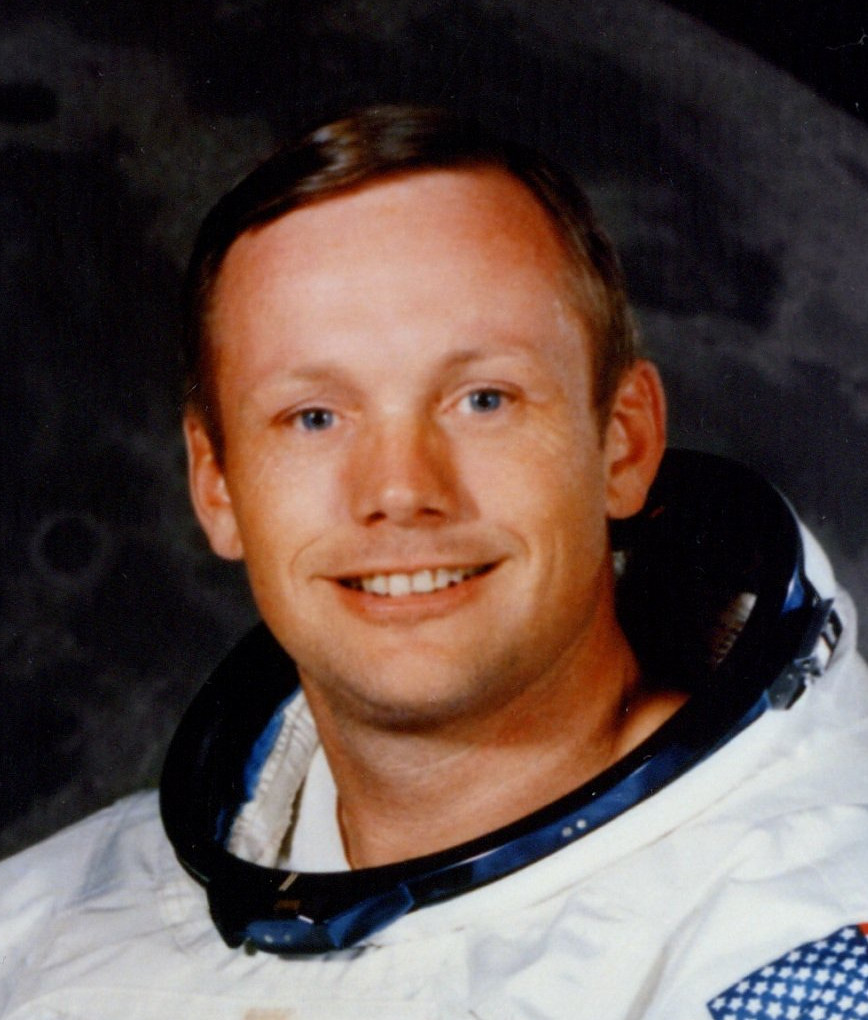
Neil Armstrong, astronaut american, primul om care a pășit pe Lună

- 1966: James Gunn, regizor american de film
- 1968: Marine Le Pen, politiciană franceză
- 1971: Valdis Dombrovskis, politician lituanian, prim-ministru al Lituaniei în perioada 2009-2014
- 1975: Ada Milea, actriță și cântăreață română
- 1976: Eugen Trică, fotbalist și antrenor român de fotbal
- 1978: Cosmin Bărcăuan, fotbalist și antrenor român de fotbal
- 1980: Wayne Bridge, fotbalist englez
- 1981: Travis McCoy, cântăreț american
- 1983: Anca Măroiu, scrimeră română
- 1984: Helene Fischer, actriță și cântăreață ruso-germană
- 1985: Salomon Kalou, fotbalist ivorian
- 1989: Adina Salaoru, voleibalistă română
- 1991: Esteban Gutiérrez, pilot de curse mexican
- 1997: Olivia Holt, actriță și cântăreață americană
- 1998: João Almeida, ciclist portughez

## Decese
- 0882: Ludovic al III-lea al Franței (n. 863)
- 1594: Arhiducesa Eleanor de Austria, ducesă de Mantua și Montferrat (n. 1534)
- 1729: Thomas Newcomen, inventator englez (n. 1663)
- 1792: Frederick North, Lord North, politician englez, prim-ministru al Regatului Unit (n. 1732)
- 1886: Aleksandr Butlerov, chimist rus (n. 1828)
- 1895: Friedrich Engels, filosof și militant socialist german (n. 1820)
- 1901: Prințesa Victoria, împărăteasă a Germaniei, fiica reginei Victoria (n. 1840)
- 1909: Karl Rauber, pictor elvețian (n. 1866)
- 1904: Paul Gottereau, arhitect francez (n. 1843)
- 1932: Dezső Jakab, arhitect maghiar (n. 1864)
- 1946: Wilhelm Marx, avocat și politician german, al 17-lea cancelar al Germaniei (n. 1863)
- 1957: Heinrich Otto Wieland, chimist german, laureat Nobel (n. 1877)

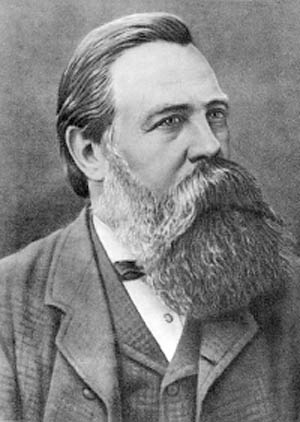
Friedrich Engels, filosof și militant socialist german
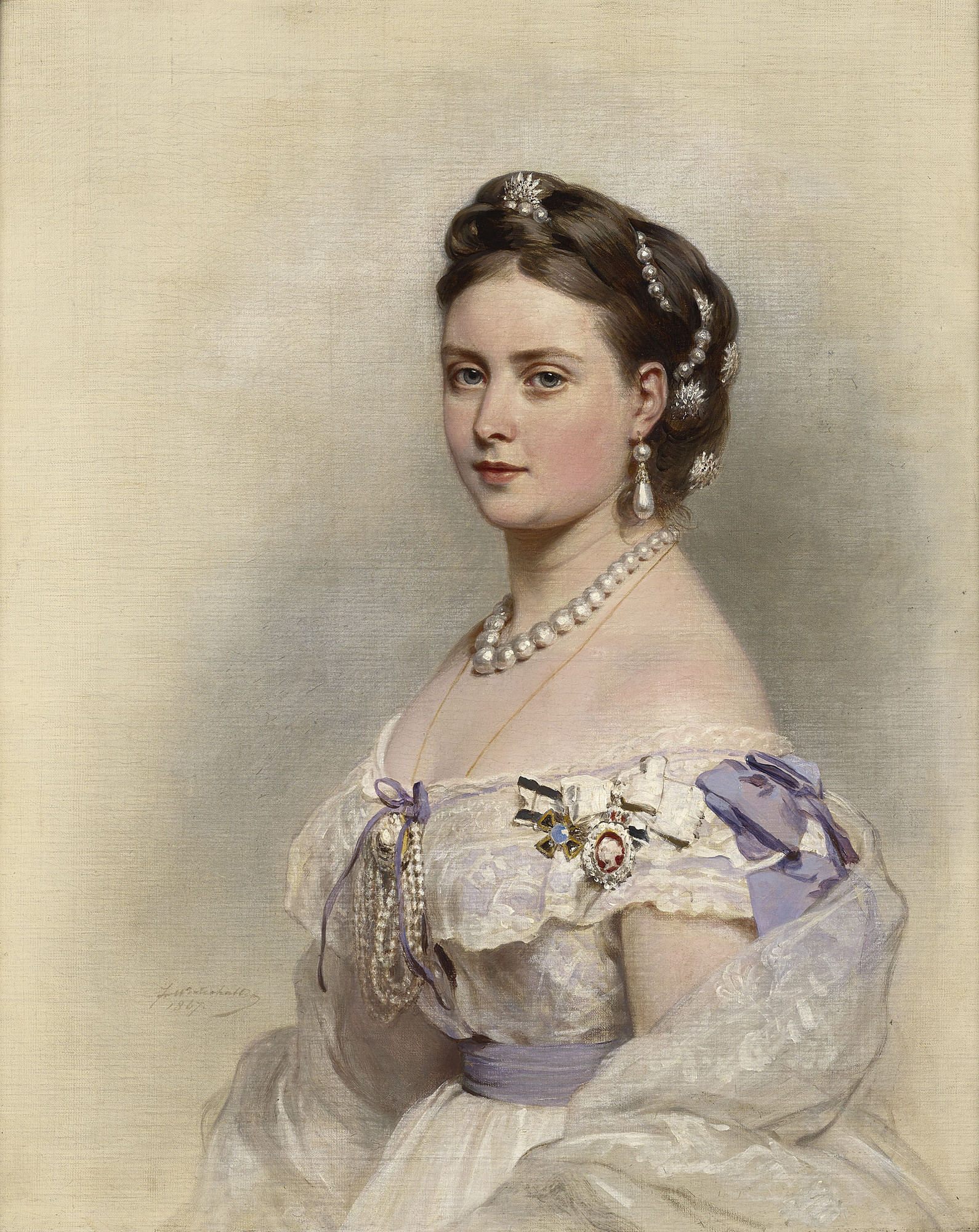
Prințesa Victoria, împărăteasă a Germaniei, fiica reginei Victoria
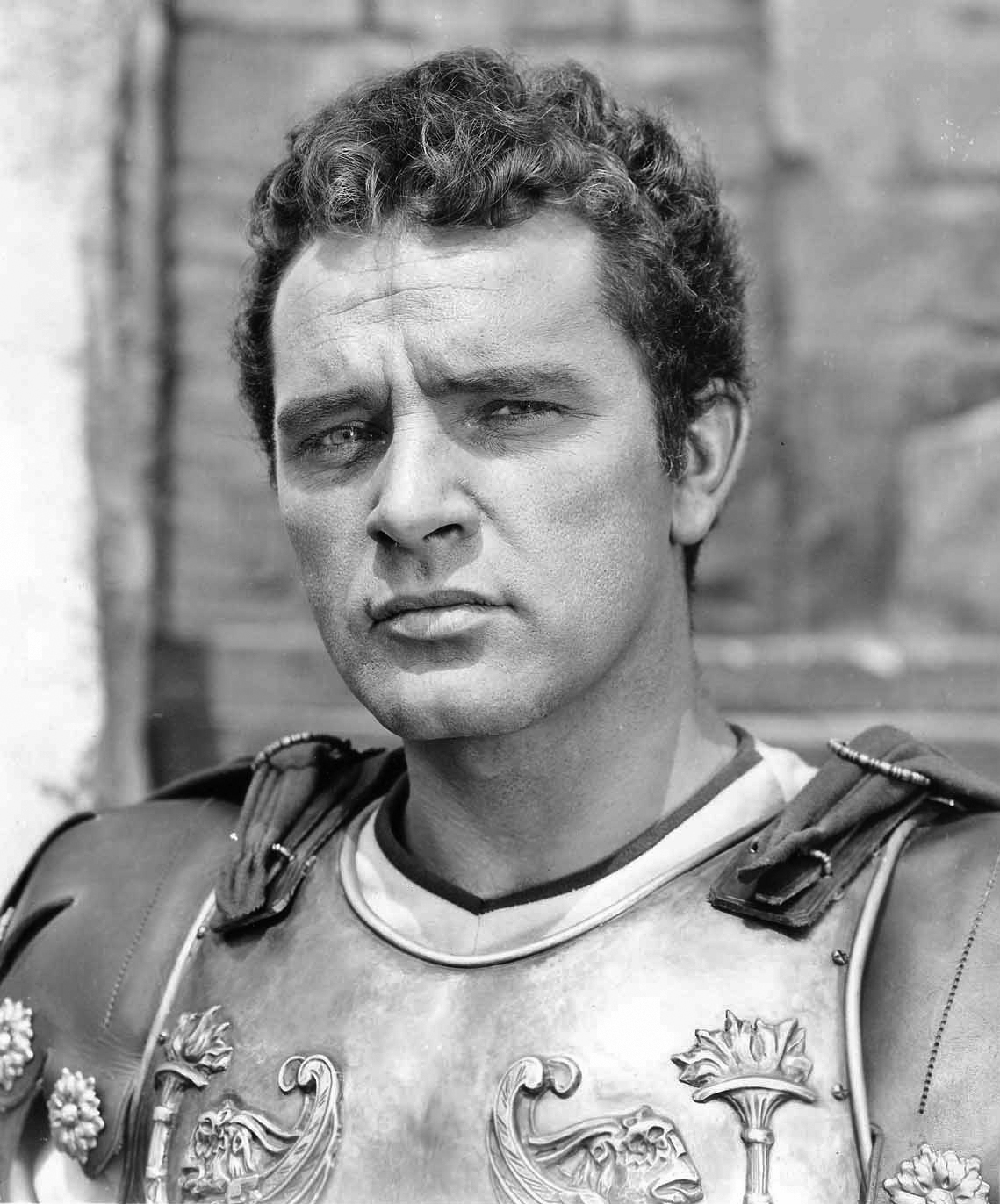
Richard Burton, actor britanic

- 1969: Ducele Adolf Friedrich de Mecklenburg (n. 1873)
- 1976: Vasile Zăpârțan, preot român unit, adversar al regimului comunist (n. 1918)
- 1983: Bart Jan Bok, astronom american de origine olandeză (n. 1906)
- 1984: Richard Burton, actor britanic (n. 1925)
- 1998: Coca Andronescu, actriță română de teatru și film (n. 1932)
- 1998: Todor Jivkov, lider comunist bulgar, președinte al statului (1971-1989) (n. 1911)
- 2000: Sir Alec Guinness, actor britanic de teatru și film (n. 1914)
- 2007: Florian Pittiș, actor și interpret român (Pasărea Colibri) (n. 1943)
- 2008: Sotiris Fotopolos, politician român de etnie greacă (n. 1937)
- 2011: Emilian Drehuță, economist, editor, memorialist și autor român (n. 1931)
- 2019: Toni Morrison, scriitoare americană de culoare, laureată Nobel (n. 1931)
- 2023: Hélène Carrère d'Encausse, istorică franceză (n. 1929)
- 2023: Philippe Curval, jurnalist și scriitor de science-fiction francez (n. 1929)
- 2025: Ion Iliescu, politician român, primul președinte al României post-decembriste (n. 1930)

## Sărbători
- Sfântul Fabian, episcopul Romei; Cuv. Ioan Iacob de la Neamț (calendar creștin ortodox)
- Sfințirea Bazilicii Santa Maria Maggiore din Roma (calendar romano-catolic)
- Burkina Faso - Ziua Independenței